# Rich Swann
Richard Swann est un catcheur américain (né le 15 février 1991 à Baltimore dans le Maryland aux États-Unis). Il est connu pour son travail à la World Wrestling Entertainment de 2015 à 2018. Il travaille actuellement à Impact ! Wrestling où il a détenu une fois le championnat du monde.
Il s'est auparavant fait connaitre au Japon à la Dragon Gate où il a été champion Open the Owarai Gate puis champion Open the Triangle Gate avec Naruki Doi et Syachihoko BOY. Entre 2015 et 2018, Swann travailla à la WWE principalement dans la division des poids-moyens : 205 Live où fut une fois le champion des poids-moyens de la WWE. Après son renvoi de la WWE, il débuta à Impact Wrestling où il remporta une fois le championnat de la X-Division ainsi qu'une fois le championnat du monde d'Impact.

## Jeunesse
Swann se passionne pour le catch dès l'enfance en regardant Monday Night Raw et Monday Nitro. Il a pour idole Bret Hart et la plupart des catcheurs de la catégorie des poids mi lourd comme Rey Mysterio ou Chris Jericho.

## Carrière

### Dragon Gate (2010-2015)
Le 3 mars 2013, lui, Naruki Doi et Shachihoko Boy battent Jimmyz (Genki Horiguchi H.A.Gee.Mee!!, Mr. Kyu Kyu Naoki Tanizaki Toyonaka Dolphin et Ryo "Jimmy" Saito) et remportent les Open the Triangle Gate Championship.

### Dragon Gate USA et Evolve (2010-2015)
Le 13 septembre, il perd contre Drew Galloway et ne remporte pas le Evolve Championship.
Le 18 avril 2015, lui et Johnny Gargano battent Anthony Nese & Caleb Konley dans un Street Fight Tag Team Match et remportent les Open The United Gate Championship.

### World Wrestling Entertainment (2015-2018)

#### NXT et Cruiserweight Classic (2015-2016)
En août 2015, Swann signe un contrat avec la World Wrestling Entertainment (WWE) qui l'envoie à la NXT, le club école de la fédération.
Il y fait son premier match télévisé le 20 janvier 2016 où il perd face à Baron Corbin.
Le 23 mars, il perd contre le NXT Champion Finn Bálor,.*
Le 3 août lors du premier tour du WWE Cruiserweight Classic, il bat Jason Lee. Le 24 août au second tour, il bat Lince Dorado. Le 7 septembre il se fait éliminer du tournoi par T.J Perkins qui le fait abandonner.

#### Raw et 205 Live (2016-2018)
Lors de Raw du 22 août, Swann est annoncé pour faire partie de la Division Cruiserweight à Raw qui débutera le 19 septembre.
Le 7 novembre à 205 Live, il fait équipe avec Sin Cara et battent The Brian Kendrick et Noam Dar.

#### Cruiserweight Champion suspension et renvoi (2016-2018)
Le 6 décembre, lors du premier épisode du WWE 205 LIVE réservé exclusivement aux  Cruiserweight, Rich Swann affronte The Brian Kendrick pour la ceinture WWE Cruiserweight Championship et remporte le titre. Le 7 décembre à NXT, Swann & No Way Jose battent SAnitY par disqualification. Le 13 décembre à 205 Live, il perd par soumission contre TJP. À Roadblock: End of The Line, il conserve son titre dans un Triple-Threat Match face à Brian Kendrick et TJ Perkins. Après le match, lui et ce dernier se font attaquer par Neville. Le 29 janvier 2017 à Royal Rumble, Swann perd son titre WWE Cruiserweight Championship contre Neville.
Le 25 avril à 205 Live, il fait équipe avec Akira Tozawa et battent The Brian Kendrick et Noam Dar. Le 1er mai à Raw, il fait équipe avec Akira Tozawa et Gentleman Jack Gallagher et battent The Brian Kendrick, Noam Dar et Tony Nese. Le 17 octobre, il bat Jack Gallagher par disqualification . Lors de TLC, il fait équipe avec Cedric Alexander et battent Jack Gallagher et Brian Kendrick. Le 23 octobre à Raw, la Team Lucha ( Gran Metalik, Mustafa Ali, Rich Swann, Cedric Alexander et Kalisto) battent la Team Zo Train ( Enzo Amore, Drew Gulak, Tony Nese, Noam Dar et Ariya Daivari).
Le 2 novembre lors de Main Event, il bat Tony Nese .Le 31 octobre lors de 205 Live, il bat Brian Kendrick, lors de ce match il s'était déguisé en clown. Le 14 novembre à 205 Live, il fait équipe avec Cedric Alexander et battent The Brian Kendrick et Gentleman Jack Gallagher dans un Tornado Tag Team Match. Le 20 novembre à Raw, il fait équipe avec Cedric Alexander, Akira Tozawa et Mustafa Ali et battent The Zo-Train ( Drew Gulak, Tony Nese, Noam Dar et Ariya Daivari accompagnés de Enzo Amore). Le 21 novembre à 205 Live lui et Cedric Alexander battent Ariya Daivari et Noam Dar, après le match ils se font tabasser par tous les membres du Zo-Train. Le 27 novembre, Rich Swann remporte un Fatal-4-Way Match pour se qualifier au Cruiserweight Championship en battant Ariya Daivari, Noam Dar et Akira Tozawa. Le 28 novembre à 205 Live, il bat Noam Dar. Le 5 décembre à 205 Live, il bat Tony Nese.
Le 10 décembre 2017, il est suspendu par la WWE pour violences domestiques à l'encontre de sa femme, la catcheuse indépendante Su Yung.
Le 15 février 2018, il est renvoyé de la WWE.

### Circuit indépendant (2018-...)
Le 14 avril 2018, Rich Swann dispute son premier match depuis son renvoi de la WWE à l'occasion du show CZW Best of the Best en perdant un fatal-4 way match impliquant Joey Janela, Brandon Kirk et Joe Gacy au profit de ce dernier. Le 3 mai lors d'un show de la MLW, il bat Kotto Brazil.
Le 5 mai lors d'un show Impact/Revolver, il remporte un scramble match ainsi que le titre de la PWR de Matt Palmer. Le 23 juin lors de AAW Wrestling Rules, il perd un Three Way match impliquant Stephen Wolfe et Myron Reed au profit de ce dernier. Le 29 juin lors de CZW Dark City, il perd contre Jordan Oliver.
Le 19 juillet lors de MLW Battle Riot, il perd avec ACH contre Davey Boy Smith Jr. et Teddy Hart.
Le 27 juillet lors de d'un show de la PCW ULTRA (Sound the Alarm), il bat Matt Cross et Jake Atlas.
Le 3 août lors de Wrestling Revolver The Catalina Wrestling Mixer Vol. 2, il perd le PWR Championship au cours d'un scramble match au profit de Ace Austin.
Le 2 septembre lors de Warrior Wrestling #2, il perd avec Jeff Cobb, Austin Aries et Rey Mysterio, Jr. contre Brian Cage, Penta El Zero M, Rey Fenix et Sammy Guevarra.
Le 8 septembre lors du 1er jour de la RevPro British J-Cup, il bat Flamita. Le 9 septembre lors du 2e jour de la RevPro British J-Cup, il bat YOH, plus tard, il perd un Four Way Elimination contre El Phantasmo impliquant aussi Rocky Romero et KUSHIDA.
Le 28 septembre lors de AAW Jim Lynam Memorial Tournament Day-1, il bat Trevor Lee. Le 29 septembre lors de AAW Jim Lynam Memorial Tournament Day-2, il perd contre Sami Callihan.
Le 8 décembre lors de House of Hardcore 52 : Indie Darlings, il perd avec Teddy Hart contre les Briscoe Brothers.

### Impact Wrestling (2018-...)
En mai 2018, il est annoncé que Swann débutera à Impact en juin.
Le 28 juin à Impact (enregistré le 15 mai), il fait ses débuts en battant Trevor Lee. Le 29 juin (enregistré le 3 juin) lors de One Night Only : Zero Fear, il perd par soumission contre Austin Aries et ne remporte pas le Impact World Championship,. Le 5 juillet à Impact, il perd contre Fenix. Le 12 juillet à Impact, il perd avec Fenix et Pentagón Jr. contre Sami Callihan & oVe. Lors de Triplemania XXVI, il perd un fatal-4 way match pour le AAA Mega Championship contre Fénix, impliquant également Jeff Jarrett et Brian Cage.
Le 30 août à Impact, il bat Petey Williams. Le 6 septembre à Impact, il est distrait par Matt Sydal et perd son match contre Petey Williams. Le 20 septembre à Impact, Swann accepte de faire équipe avec Sydal contre les Lucha Brothers mais ils perdront contre ces derniers. Le 4 octobre à Impact, Swann perd contre Sydal après avoir été attaqué en plein match par Ethan Page qui faisait ses débuts à Impact. Le 11 octobre à Impact, Rich Swann révèle que son partenaire par équipe avec qui il affrontera Ethan Page et Matt Sydal sera Willie Mack.
Lors de Bound for Glory 2018, lui et Mack battent Matt Sydal et Ethan Page. Le 18 octobre à Impact, il perd contre Brian Cage et ne remporte pas le X Division Championship. Le 1er novembre à Impact, il bat Willie Mack. Le 29 novembre à Impact, lui et Mack perdent contre les Lucha Brothers. Le 13 décembre à Impact, il bat Dave Crist et se qualifie pour le Ultimate X. Après le match, Swann est attaqué par les membres de oVe mais il reçoit le secours de Willie Mack.

#### Champion de la X-Division (2019)
Lors de Impact Wrestling Homecoming, il remporte un Ultimate X match contre Ethan Page, Jake Crist et Trey Miguel et remporte le Impact X Division Championship.
Le 11 janvier à Impact, Swann est interrompu par les membres de oVe qui lui proposent de rejoindre leur clan. La semaine suivante à Impact, Swann reçoit la même offre après avoir battu Trey. Le 25 janvier à Impact, il bat El Hijo Del Vikingo. Après le match, les membres de oVe lui propose encore une fois de les rejoindre mais Swann quitte le ring.
Le 8 mars à Impact, il bat Ethan Page. Après le match, il est interpellé par OVE, Callihan lui refait la même offre que les semaines précédentes. Swann fait mine d'accepter mais en profite pour attaquer les membres de OVE avant de s'enfuir. Le 22 mars à Impact, il bat Sami Callihan et conserve le titre de la X-Division. Après le match, il se fait attaquer par Callihan et le nouveau membre de OVE ; Madman Fulton.
Lors de United We Stand, il conserve son titre contre Flamita. Le lendemain à Impact, il perd avec Willie Mack contre Madman Fulton et Sami Callihan. Après le match, les membres de OVE attaquent Swann et Mack.
Lors de Impact Wrestling Rebellion, il conserve son titre en battant Sami Callihan au cours d'un OVE Rules match. Le 10 mai à Impact, Swann perd avec Tommy Dreamer, Fallah Bahh et Willie Mack contre OVE au cours d'un street fight. Lors de Slammiversary, il conserve son titre contre Johnny Impact.
Le 26 juillet à Impact, il perd son titre contre Jake Crist à la suite des interventions de OVE. Le 23 août à Impact, Swann perd contre Jake Crist et ne récupère pas son titre.

#### Division par équipe et blessure (2019-2020)
Après la perte de son titre, Swann se dirige vers la division par équipe avec Willie Mack plus sérieusement. Le 30 août à Impact, il gagne avec Willie Mack contre The Rascalz. Le 29 octobre à Impact, ils battent le Desi Hit Squad.
Le 10 novembre à Impact, Swann participe à un gauntlet match déterminant le premier aspirant au championnat du monde de Impact, il élimine Moose et Michael Elgin avant de se faire éliminer par Brian Cage. Ce match incluait aussi Daga et Tessa Blanchard qui remporta le match.
En décembre 2019, Swann et Mack débutent une rivalité avec The North (les champions par équipe de Impact). Le 17 décembre à Impact, Swann perd contre Ethan Page.
Le 10 janvier 2020 lors de The Bash at the Bewery, Swann perd avec Brian Cage, Tessa Blanchard et Willie Mack contre oVe et se blesse à la jambe. Deux jours plus tard lors de Impact Hard to Kill, Swann et Mack devaient affronter The North pour les titres par équipe de Impact, mais Swann étant blessé, Mack affronta The North seul mais il ne parvint pas à remporter les titres.

#### Retour et Champion du monde d'Impact (2020-2021)
Le 18 juillet à Slammiversary, il effectue son retour en tant que participant mystère au 5-men elimination match pour le championnat mondial d'impact resté vacant. Il élimine Eric Young avant de se faire éliminer par Ace Austin. Eddie Edwards remporta le match. Après avoir éliminé Young, ce dernier l'attaqua dans le but de le blesser au genou. Lors de l'épisode d'Impact suivant, Swann annonça devoir prendre sa retraite à la suite de l'attaque de Young. À la suite de cela, Young l'attaqua de nouveau au genou avec une chaise.
Rich Swann effectuera son retour et annonça qu'il affrontera Young à Bound for Glory. Lors de Bound for Glory 2020, il bat Eric Young et remporte le Impact World Championship. Lors de Turning Point 2020, il conserve son titre contre Sami Callihan. Le 18 novembre à Impact, il participe au dernier match des Rascalz à Impact, gagnant avec Trey Miguel face à Dez & Wentz. Après le match, il se fait attaquer par Shamrock & Callihan. Le 24 novembre à Impact, il bat Ken Shamrock et conserve son titre. La semaine suivante à Impact, alors qu'il venait en aide à Willie Mack qui se faisait attaquer par Moose, il est surpris par un cutter de la part de Chris Bey qui célèbre ensuite avec son titre mondial d'Impact. Lors de Final Resolution (2020), il bat Bey et conserve son titre.
Le 15 décembre à Impact, alors qu'il venait en aide à The Motor City Machine Guns qui se faisaient attaquer par les Good Brothers, il est surpris par le Champion du monde de la AEW Kenny Omega qui le frappa avec un panneau. Lors de Hard to Kill (2021), lui, Chris Sabin et Moose perdent contre Kenny Omega et les Good Brothers. Lors de No Surrender, il conserve son titre contre Tommy Dreamer. Le 23 février à Impact, il sauve Jake Something d'un passage a tabac de Moose. Le même soir, Scott D'Amore annonce que Swann et Moose s'affronteront lors d'un match d'unification, le titre mondial d'Impact de Swann et le championnat de la TNA de Moose (rendu officiel le même jour) seront en jeu, le vainqueur affrontera Kenny Omega au cours d'un title vs title match à Rebellion Lors de Sacrifice, il bat Moose et unifie le championnat du monde d'Impact au championnat de la TNA. Le 8 avril à Impact, Swann, Willie Mack & Eddie Edwards battent les Good Brothers et le champion du monde de la AEW Kenny Omega. Le 25 avril lors de Rebellion, Swann perd le championnat du monde d'Impact au profit de Kenny Omega qui conserve son championnat de la AEW.
Le 15 mai lors d'Under Siege, Swann effectue son retour en venant en aide à Willie Mack qui se faisait attaquer par W. Morrissey. Le 3 juin à Impact; Swann se fait tabasser par Morrissey lors de son entrée, un match entre les deux hommes est annoncé pour le pay-per view Against All Odds (2021).

## Palmarès
- Dragon Gate

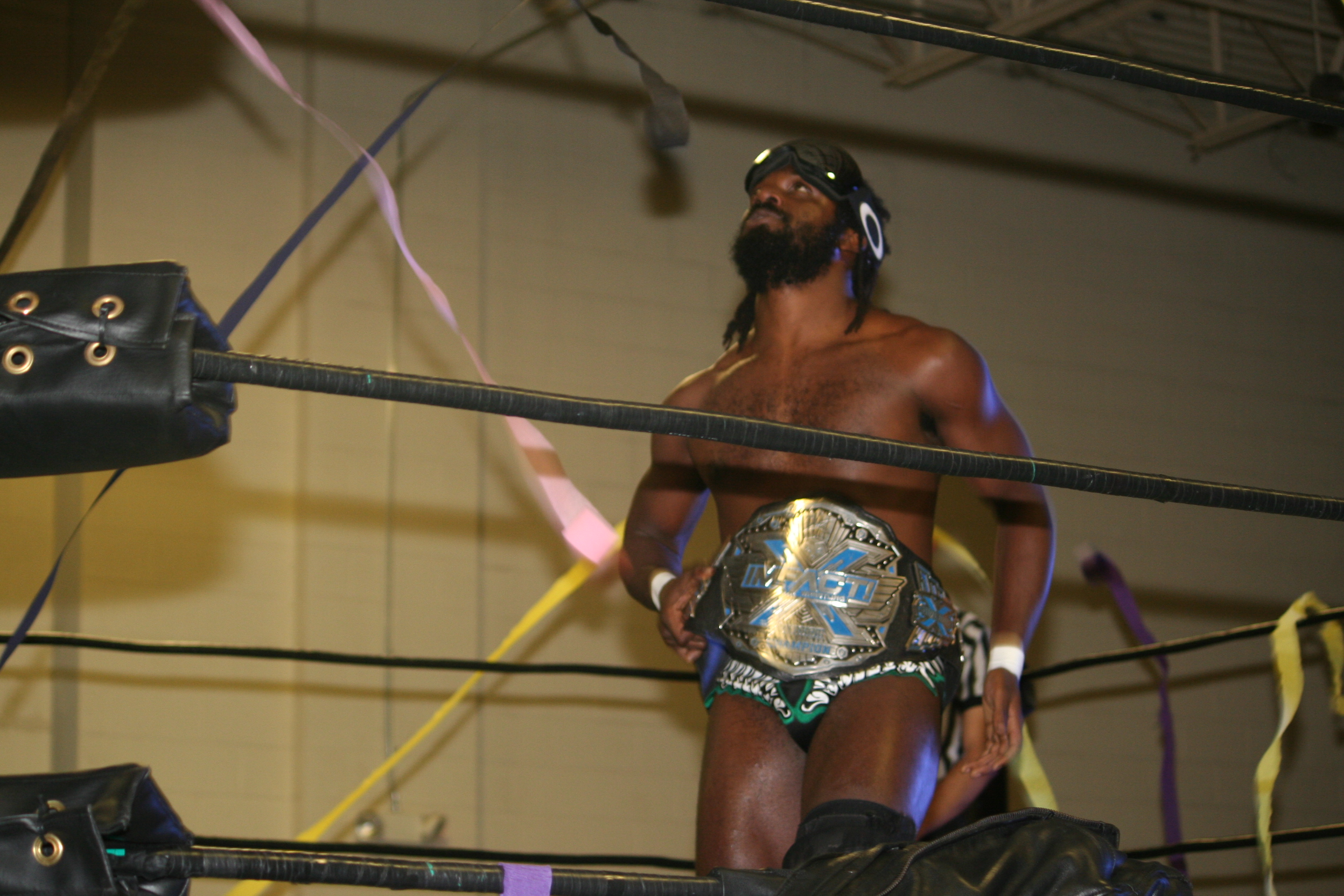
Swann est un ancien Impact X Division Champion.

  - 1 fois Open the Owarai Gate Champion
  - 1 fois Open the Triangle Gate Champion avec Naruki Doi et Shachihoko Boy

- Evolve Wrestling
  - 1 fois Open the United Gate Champion avec Johnny Gargano

- Full Impact Pro
  - 2 fois FIP World Heavyweight Champion
  - 1 fois FIP Tag Team Champion avec Roderick Strong
  - Florida Rumble (2014) avec Caleb Konley

- Impact Wrestling!
  - 1 fois Impact World Champion
  - 1 fois TNA World Heavyweight Champion  (dernier)
  - 1 fois Impact X Division Champion
  - 1 fois Impact Digital Media Champion
  - Impact Year-End Awards :
    - pour la star de la X-Division de l'année (2019)[86]
- NWA Florida Underground Wrestling
  - 1 fois FUW Flash Champion

- Real Championship Wrestling
  - 1 fois RCW Cruiserweight Champion

- Revolution Pro Wrestling
  - 1 fois British Tag Team Champion avec Ricochet

- The Wrestling Revolver
  - 1 fois PWR World Champion
  - 1 fois PWR Scramble Champion

- World Wrestling Entertainment
  - 1 fois WWE Cruiserweight Champion

## Récompenses des magazines
- Pro Wrestling Illustrated

| Année | 2011 | 2012 | 2013 | 2014 | 2015 | 2016 | 2017 | 2018 | 2019 | 2020 | 2021 | 2022 | 2023 | 2024 |
| ----- | ---- | ---- | ---- | ---- | ---- | ---- | ---- | ---- | ---- | ---- | ---- | ---- | ---- | ---- |
| Rang  | 298  | 276  | 339  | 133  | 119  | 136  | 56   | 132  | 88   | 230  | 10   | 148  | 234  | 262  |